# هارتلی (تگزاس)
هارتلی (به انگلیسی: Hartley) یک منطقهٔ مسکونی در ایالات متحده آمریکا است که در شهرستان هارتلی، تگزاس واقع شده‌است. هارتلی ۱۸٫۱ کیلومتر مربع مساحت و ۵۴۰ نفر جمعیت دارد و ۱٬۱۹۱ متر بالاتر از سطح دریا واقع شده‌است.